# Alvin Peterson Hovey

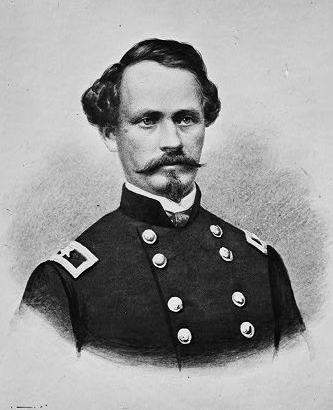
Alvin Peterson Hovey

Alvin Peterson Hovey (* 6. September 1821 in Mount Vernon, Posey County, Indiana; † 23. November 1891 in Indianapolis, Indiana) war ein US-amerikanischer Politiker und von 1889 bis 1891 der 21. Gouverneur des Bundesstaates Indiana.

## Frühe Jahre
Alvin Hovey besuchte die Grundschulen in seiner Heimat. Nach einem Jurastudium und der obligatorischen Zulassung als Rechtsanwalt eröffnete er im Jahr 1842 eine Kanzlei in Mount Vernon. Bei Ausbruch des Mexikanisch-Amerikanischen Krieges wurde er First Lieutenant der US Army. Allerdings kam er nicht zu Kampfeinsätzen. Im Jahr 1850 war Hovey Delegierter auf einer Versammlung zur Überarbeitung der Verfassung von Indiana. Zwischen 1850 und 1854 war er Mitglied eines Bezirksgerichts in Indiana und 1854 bis 1855 war er Richter am Obersten Gerichtshof seines Bundesstaates. Dann amtierte er für zwei Jahre als Bundesstaatsanwalt im Distrikt von Indiana; in dieser Funktion folgte er auf Benjamin Thomas. Bis 1858 war er Mitglied der Demokratischen Partei, dann wechselte er zu den Republikanern, die ihn noch 1858 für einen Sitz im Kongress nominierten. Hovey unterlag aber bei der Wahl dem Demokraten William E. Niblack.

## Bürgerkriegsaktivitäten
Während des Bürgerkrieges stieg er im Unionsheer vom Colonel bis zum regulären Brigadegeneral und dann zum Brevet-Generalmajor auf. Er nahm an einigen Schlachten teil. So war er bei der Belagerung von Vicksburg im Jahr 1863 dabei. Hier erwarb er sich die militärische Anerkennung von General Ulysses S. Grant. Er machte 1864 auch den ersten Teil des Atlanta-Feldzugs mit. Dann wurde er Militärkommandeur für den Distrikt von Indiana. Hier rekrutierte er auf Bitte und mit Hilfe von Gouverneur Oliver Morton 10.000 Soldaten.

## Weitere politische Karriere
Nach dem Krieg wurde Hovey zum Botschafter der Vereinigten Staaten in Peru ernannt. Dort verblieb er zwischen 1865 und 1870. Anschließend war er wieder als Anwalt tätig. Zwischen 1887 und 1889 war Hovey Abgeordneter im Repräsentantenhaus der Vereinigten Staaten in Washington. 1888 wurde er mit knappem Vorsprung gegenüber dem Demokraten Courtland C. Matson zum neuen Gouverneur von Indiana gewählt. Hovey trat sein Amt am 14. Januar 1889 an. In seiner Amtszeit wurde eine Wahlrechtsreform durchgeführt, bei der auch die geheime Wahl in Indiana eingeführt wurde. Im Schulwesen wurden die Vorbereitungen für die Einführung freier Schulbücher getroffen.
Alvin Hovey konnte seine vierjährige Amtszeit nicht beenden: Er verstarb am 23. November 1891, mitten in der Legislaturperiode. Hovey war zweimal verheiratet und hatte insgesamt vier Kinder.